# مارغريتا رينالدي
مارغريتا رينالدي (بالإيطالية: Margherita Rinaldi)‏ هي مغنية أوبرا ومغنية إيطالية، ولدت في 12 يناير 1935 في تورينو في إيطاليا.

## وصلات خارجية
- مارغريتا رينالدي على موقع IMDb (الإنجليزية)
- مارغريتا رينالدي على موقع ميوزك برينز (الإنجليزية)
- مارغريتا رينالدي على موقع أول ميوزيك (الإنجليزية)
- مارغريتا رينالدي على موقع ديسكوغز (الإنجليزية)